# Graf platoński
Graf platoński – graf, którego wierzchołki i krawędzie są wierzchołkami i krawędziami wielościanu foremnego (bryły platońskiej). Graf platoński stanowi graf planarny utworzony w wyniku rzutu środkowego wierzchołków oraz krawędzi wielościanu foremnego  na płaszczyznę. 
|  |  |  |  |  |